# Яловой, Аркадий Антонович
Аркадий Антонович Яловой (1894, Екатеринодар, Российская империя — неизвестно) — советский кинооператор, режиссёр и сценарист.

## Биография
Родился в 1894 году в Екатеринодаре Российской империи. 
После окончания местной гимназии, Яловой уехал в город Дармштадт, где учился в Политехникуме на курсе по художественной фотографии. Позже поступил учиться в Рижский  политехнический институт.  
После Революции служил в различных советских учреждениях на различных должностях. В 1922 году Яловой получает в Центральном Институте труда заведывание фото-кино лабораторией (директор лаборатории кинематографии Центрального института труда). В своё время состоял деканом кино-технического факультета ГТК, в котором вёл такие предметы, как: электротехника, кинематография, аппаратура. 

## Творчество

### Операторские работы
- 1924 — Евдокия Рожновская
- 1925 — Во имя Бога
- 1925 — Один из двадцати
- 1925 — Паук и муха
- 1926 — Дина Дзадзу
- 1926 — Зарэ
- 1926 — На разных берегах
- 1926 — Шор и Шоршор
- 1927 — Злой дух

### Режиссёрские работы
- 1927 — Раба